# みんなエーコじゃん
みんなエーコじゃんは、広島テレビ放送で放送されていたテレビ番組である。

## 概要
地球規模の環境問題である「地球温暖化」を市民レベルで取り組み、脱温暖化のまちづくりを目指す活動を紹介するエコ番組。
広島県内各地で活動する「地球温暖化防止活動推進員」や「地球温暖化対策地域協議会」などの環境保護団体が取り組んでいる温暖化防止につながる取り組みを10回シリーズで紹介。

## 出演者
- 広島テレビアナウンサー

## 放送時間
- 毎週木曜日 11:20 - 11:25